# علف شبانه (رمان)
علف شبانه رمانی به قلم پاتریک مودیانو است که در ۴ اکتبر ۲۰۱۲ توسط انتشارات گالیمار منتشر شده‌است.

## خلاصهٔ رمان
نویسنده‌ای از منظر یک دفترچهٔ یادداشت کوچک سیاه رنگ مربوط به اواسط دههٔ ۱۹۶۰ به دورهٔ کوتاهی از گذشته خود بازمی‌گردد. دست‌نوشته‌های نویسنده به‌طور نامشخصی زمان حال و گذشته را بعد از ۵۰ سال در هم می‌آمیزد، او را به منطقهٔ مون‌پارناس، کوی دانشگاه بین‌المللی پاریس، و کرانهٔ چپ، در دورهٔ استعمارزدایی بازمی‌گرداند، یعنی زمانی‌که با زن جوانی به نام دنی، که در نهادهای امنیتی مراکش حاضر در فرانسه کار می‌کرد، قرار می‌گذاشت. نویسنده در سال ۲۰۱۲، قدم‌زنان درحالی‌که در خیابان‌های پاریس به‌دنبال ردپای پرسه‌های شبانه‌اش در سال ۱۹۶۶ در هتل یونیک واقع در خیابان مون‌پارناس، دانشکدهٔ سانسیه، باغ پلانتز، خیابان کوویه، اسکلهٔ هنری چهارم و خیابان فلیکس-فور است، می‌داند که دنی موضوع مهمی را از او پنهان می‌کند: نام واقعی‌اش، فعالیت‌هایش و رازی سربسته که منجر به درگیری جدی او با پلیس می‌شود. نویسنده با امتناع از قضاوت‌کردن دنی، با ایجاد ارتباط بین عواطف گذشته و امروز و پیرو گفت‌وگویی بی‌وقفه با کسی که چند ماه مه شناخت و دوستش می‌داشت، مکان و زمان در حافظه‌اش آمیخته می‌شوند. پیش از اینکه دنی ناپدید شود، گاهی نویسنده را دربارهٔ آنچه که واقعیت یا بخشی از رؤیایی آغشته از اشعار منثور نویسندگانی همچون رستیف دو لا برتون، تریستان کوربیر و ژان دووال، که در آن زمان بر روی آن‌ها کار می‌کرد، مردد می‌کرد.